# Calea verticillata
Calea verticillata là một loài thực vật có hoa trong họ Cúc. Loài này được (Klatt) Pruski mô tả khoa học đầu tiên năm 1998.